# بیل هاپکینز (بازیکن فوتبال، زاده ۱۸۸۸)
بیل هاپکینز (انگلیسی: Bill Hopkins; ۱۱ نوامبر ۱۸۸۸ – ۲۶ ژانویهٔ ۱۹۳۸) بازیکن فوتبال اهل بریتانیا بود.